# Liste des clochers-murs de l'Oise
Cet article recense les édifices religieux de l'Oise, en France, munis d'un clocher-mur.

## Liste
- La Rue-Saint-Pierre : Église Saint-Lucien

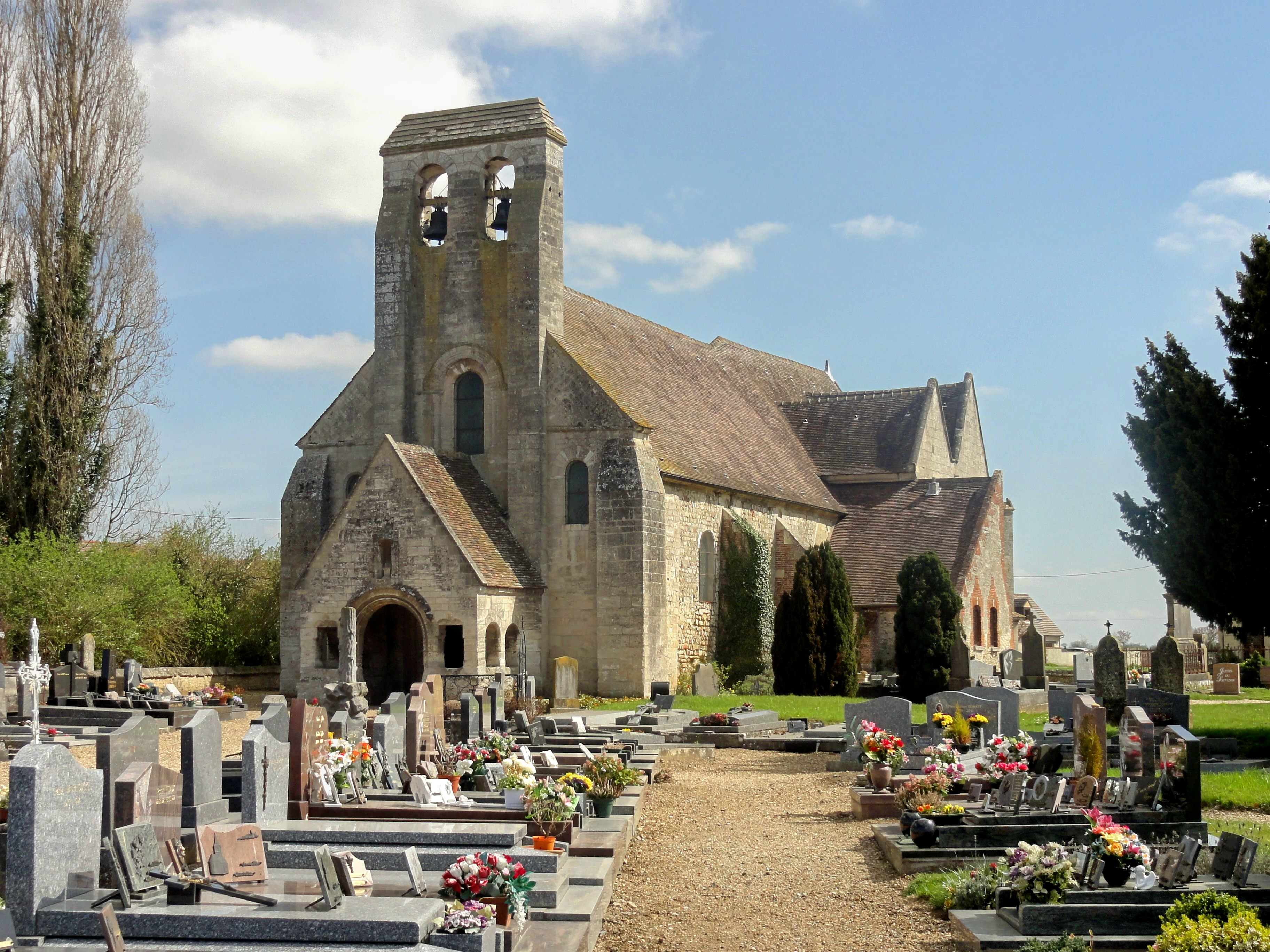
Église Saint-Lucien de La Rue-Saint-Pierre